# Gustavo Gabriel González
Gustavo Gabriel González (nacido en Buenos Aires el 22 de junio de 1966) es un exfutbolista argentino. Se desempeñaba como delantero y su primer club fue Nueva Chicago, en el cual logró marcar la cifra de 112 goles, siendo el segundo goleador histórico de la institución.

## Carrera
El "Loco" González se formó íntegramente en las divisiones inferiores de Nueva Chicago, primero desde el baby, luego pasó por las divisiones inferiores hasta debutar en el plantel superior el 21 de abril de 1984, cuando Chicago se enfrentó a Italiano en el torneo de Primera B.
En 1988 pasó por Quilmes y regresó a Chicago donde fue figura del equipo que ascendió a Primera B Nacional en 1991. Ese mismo año fue cedido a préstamo a San Lorenzo de Almagro, allí disputó algunos encuentros de la Copa Libertadores.
En 1992 inició su tercer ciclo en Nueva Chicago donde volvió a anotar decenas de goles. En 1996 recaló en Atlanta, uno de los partidos más recordados es el 4-4 en Villa Crespo en donde Gonzalito marcó el empate agónico.
En 1997 retornó a Chicago pero al poco tiempo fichó en El Porvenir, allí consiguió el campeonato de Primera B Metropolitana y su consecuente ascenso a Primera B Nacional donde llegó a conformar un tridente ofensivo junto con Rubén Forestello y "Garrafa" Sánchez. En 1999 se retiró del fútbol jugando para Deportivo Laferrere.

## Clubes
| Club                   | País      | Año       |
| ---------------------- | --------- | --------- |
| Nueva Chicago          | Argentina | 1984-1988 |
| Quilmes                | Argentina | 1988-1989 |
| Nueva Chicago          | Argentina | 1989-1991 |
| San Lorenzo de Almagro | Argentina | 1991-1992 |
| Nueva Chicago          | Argentina | 1993-1995 |
| Atlanta                | Argentina | 1996      |
| Nueva Chicago          | Argentina | 1997      |
| El Porvenir            | Argentina | 1997-1998 |
| Deportivo Laferrere    | Argentina | 1998-1999 |
| San Martín (SJ)        | Argentina | -         |
| Once Caldas            | Colombia  | -         |

## Palmarés
| Club          | Campeonato                            | País      | Año         |
| ------------- | ------------------------------------- | --------- | ----------- |
| Nueva Chicago | Ascenso a Primera B Nacional          | Argentina | 1990 - 1991 |
| El Porvenir   | Campeonato de Primera B Metropolitana | Argentina | 1997 - 1998 |